# Tatsuya Ai
Tatsuya Ai (jap. 阿井 達也, Ai Tatsuya; * 17. April 1968 in der Präfektur Saitama) ist ein ehemaliger japanischer Fußballspieler.

## Karriere
Ai erlernte das Fußballspielen in der Schulmannschaft der Iruma Koyo High School und der Universitätsmannschaft der Risshō-Universität. Seinen ersten Vertrag unterschrieb er 1991 bei Nissan Motors. Der Verein spielte in der höchsten Liga des Landes, der Japan Soccer League. Mit Gründung der Profiliga J.League 1992 und der damit verbundenen Neuorganisation des japanischen Fußballs wurde der Nissan Motors zu Yokohama Marinos. 1994 wechselte er zum Zweitligisten Otsuka Pharmaceutical. Für den Verein absolvierte er 32 Spiele. 1996 wechselte er zum Ligakonkurrenten Denso. Für den Verein absolvierte er 28 Spiele. 1997 wechselte er zum Ligakonkurrenten Ventforet Kofu. Für den Verein absolvierte er 129 Spiele. Ende 2000 beendete er seine Karriere als Fußballspieler.

## Erfolge
Nissan Motors/Yokohama Marinos
- Japan Soccer League

Vizemeister: 1991/92
- Kaiserpokal

Sieger: 1991, 1992